# Saint-Julien-sur-Bibost
Pour les articles homonymes, voir Saint-Julien.
Saint-Julien-sur-Bibost est une commune française, située dans le département du Rhône en région Auvergne-Rhône-Alpes.

## Géographie

### Climat
Pour des articles plus généraux, voir Climat d'Auvergne-Rhône-Alpes et Climat du Rhône.
En 2010, le climat de la commune est de type climat océanique dégradé des plaines du Centre et du Nord, selon une étude du Centre national de la recherche scientifique s'appuyant sur une série de données couvrant la période 1971-2000. En 2020, Météo-France publie une typologie des climats de la France métropolitaine dans laquelle la commune est exposée à un climat de montagne ou de marges de montagne et est dans la région climatique  Nord-est du Massif Central, caractérisée par une pluviométrie annuelle de 800 à 1 200 mm, bien répartie dans l’année. 
Pour la période 1971-2000, la température annuelle moyenne est de 10,6 °C, avec une amplitude thermique annuelle de 16,9 °C. Le cumul annuel moyen de précipitations est de 866 mm, avec 10 jours de précipitations en janvier et 7,3 jours en juillet. Pour la période 1991-2020, la température moyenne annuelle observée sur la station météorologique de Météo-France la plus proche, « Le Breuil », sur la commune du Breuil à 11 km à vol d'oiseau, est de 11,6 °C et le cumul annuel moyen de précipitations est de 749,8 mm,. Pour l'avenir, les paramètres climatiques de la commune estimés pour 2050 selon différents scénarios d'émission de gaz à effet de serre sont consultables sur un site dédié publié par Météo-France en novembre 2022.

## Urbanisme

### Typologie
Au 1er janvier 2024, Saint-Julien-sur-Bibost est catégorisée commune rurale à habitat dispersé, selon la nouvelle grille communale de densité à sept niveaux définie par l'Insee en 2022.
Elle est située hors unité urbaine. Par ailleurs la commune fait partie de l'aire d'attraction de Lyon, dont elle est une commune de la couronne,. Cette aire, qui regroupe 397 communes, est catégorisée dans les aires de 700 000 habitants ou plus (hors Paris),.

### Occupation des sols
L'occupation des sols de la commune, telle qu'elle ressort de la base de données européenne d’occupation biophysique des sols Corine Land Cover (CLC), est marquée par l'importance des territoires agricoles (75,1 % en 2018), en diminution par rapport à 1990 (77,3 %). La répartition détaillée en 2018 est la suivante : prairies (54,5 %), forêts (22,7 %), zones agricoles hétérogènes (19,7 %), zones urbanisées (2,3 %), terres arables (0,9 %). L'évolution de l'occupation des sols de la commune et de ses infrastructures peut être observée sur les différentes représentations cartographiques du territoire : la carte de Cassini (XVIIIe siècle), la carte d'état-major (1820-1866) et les cartes ou photos aériennes de l'IGN pour la période actuelle (1950 à aujourd'hui).

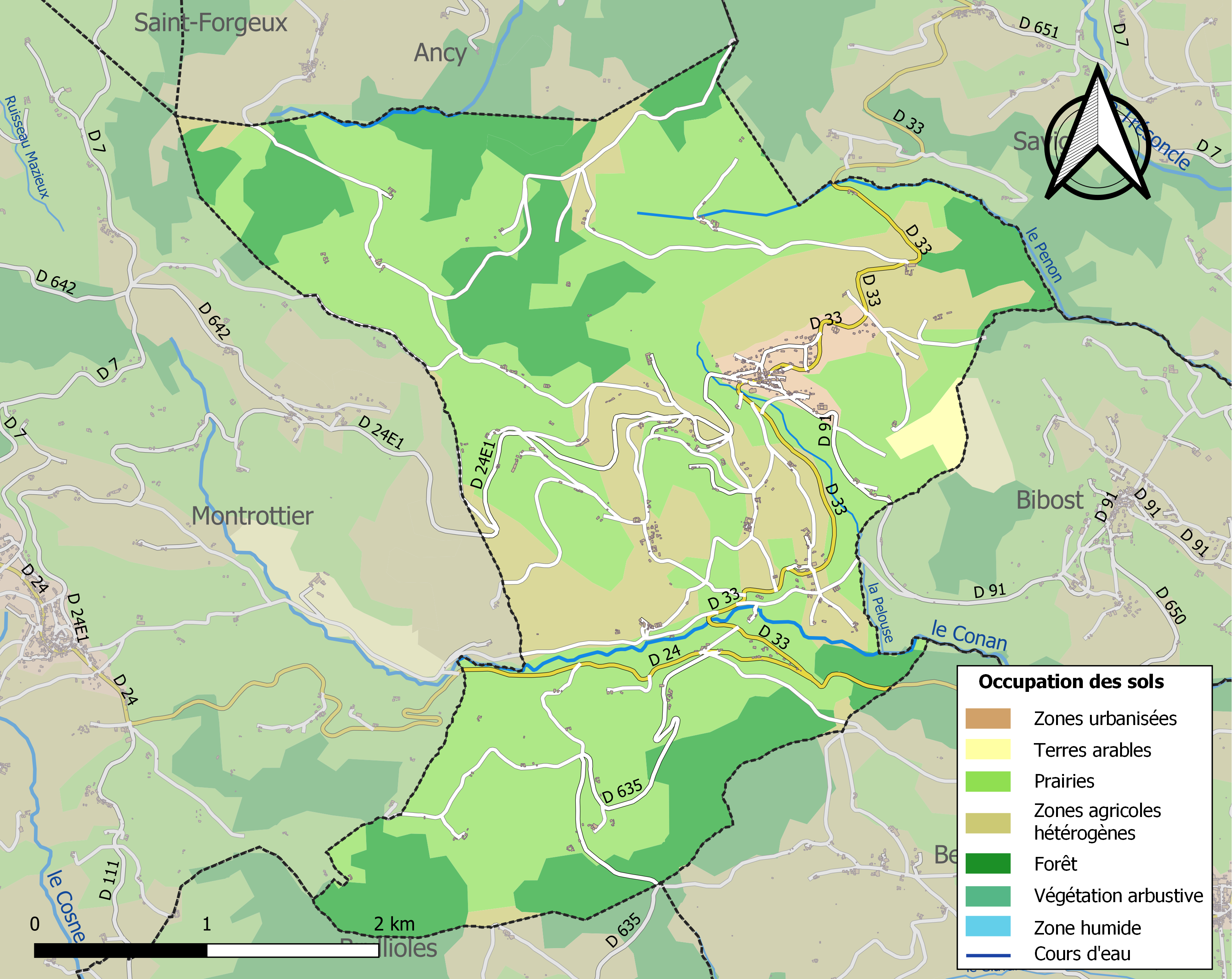
Carte des infrastructures et de l'occupation des sols de la commune en 2018 (CLC).

L'agriculture occupe une place importante dans la vie économique du village, la production de fruits et surtout de cerises est une des caractéristiques de Saint-Julien-sur-Bibost.

## Histoire
Aucune trace d'occupation n'est attestée pendant la période romaine, tant au niveau archéologique que bibliographique. Cependant, des fragments de poteries sans doute gallo-romaines ont été repérées sur le Crêt d'Arjoux dans les années 1980, pouvant supposer que cette haute colline devait servir de relais ou de poste avance sur les hauteurs, entourant Lyon[réf. nécessaire]. Par le passé, le village se situait au hameau de La Bigaudière et aurait été déplacé à son actuel emplacement à la suite d'une épidémie de peste.
Au cours de la Terreur, la commune porte provisoirement le nom de Le Fruitier-sur-Bibost.
En 2001, le film Un crime au paradis de Jean Becker y est tourné.

## Héraldique
| Blason de Saint-Julien-sur-Bibost | Blason  | D'argent au clocher d'or* essoré de sable et ajouré du champ, mouvant de la pointe, accosté de deux arbres arrachés au naturel, celui de dextre plus petit ; au chef d'azur plain chargé d'un soleil non figuré d'or brochant sur le trait de chef au point d'honneur. |
| Blason de Saint-Julien-sur-Bibost | Détails | * Il y a là non-respect de la règle de contrariété des couleurs : ces armes sont fautives (clocher d'or sur champ d'argent : interdit en héraldique). |

## Politique et administration
| Période                                  | Période  | Identité            | Étiquette | Qualité |
| ---------------------------------------- | -------- | ------------------- | --------- | ------- |
| 1983                                     | 2008     | Fernand Arquillère  |           |         |
| 2008                                     | 2014     | Bernard Dessainjean |           |         |
| 2014                                     | En cours | Florent Chirat      |           |         |
| Les données manquantes sont à compléter. |          |                     |           |         |

## Démographie
L'évolution du nombre d'habitants est connue à travers les recensements de la population effectués dans la commune depuis 1793. Pour les communes de moins de 10 000 habitants, une enquête de recensement portant sur toute la population est réalisée tous les cinq ans, les populations de référence des années intermédiaires étant quant à elles estimées par interpolation ou extrapolation. Pour la commune, le premier recensement exhaustif entrant dans le cadre du nouveau dispositif a été réalisé en 2008.

En 2022, la commune comptait 605 habitants, en évolution de +7,65 % par rapport à 2016 (Rhône : +3,93 %, France hors Mayotte : +2,11 %).
| 1793 | 1800 | 1806 | 1821 | 1831 | 1836 | 1841 | 1846 | 1851 |
| ---- | ---- | ---- | ---- | ---- | ---- | ---- | ---- | ---- |
| 701  | 561  | 714  | 703  | 725  | 779  | 792  | 789  | 803  |

| 1856 | 1861 | 1866 | 1872 | 1876 | 1881 | 1886 | 1891 | 1896 |
| ---- | ---- | ---- | ---- | ---- | ---- | ---- | ---- | ---- |
| 741  | 738  | 705  | 722  | 715  | 742  | 737  | 705  | 662  |

| 1901 | 1906 | 1911 | 1921 | 1926 | 1931 | 1936 | 1946 | 1954 |
| ---- | ---- | ---- | ---- | ---- | ---- | ---- | ---- | ---- |
| 624  | 597  | 572  | 521  | 512  | 550  | 560  | 532  | 477  |

| 1962 | 1968 | 1975 | 1982 | 1990 | 1999 | 2006 | 2008 | 2013 |
| ---- | ---- | ---- | ---- | ---- | ---- | ---- | ---- | ---- |
| 444  | 430  | 358  | 361  | 404  | 507  | 527  | 529  | 556  |

| 2018 | 2022 | - | - | - | - | - | - | - |
| ---- | ---- | - | - | - | - | - | - | - |
| 565  | 605  | - | - | - | - | - | - | - |

## Lieux et monuments

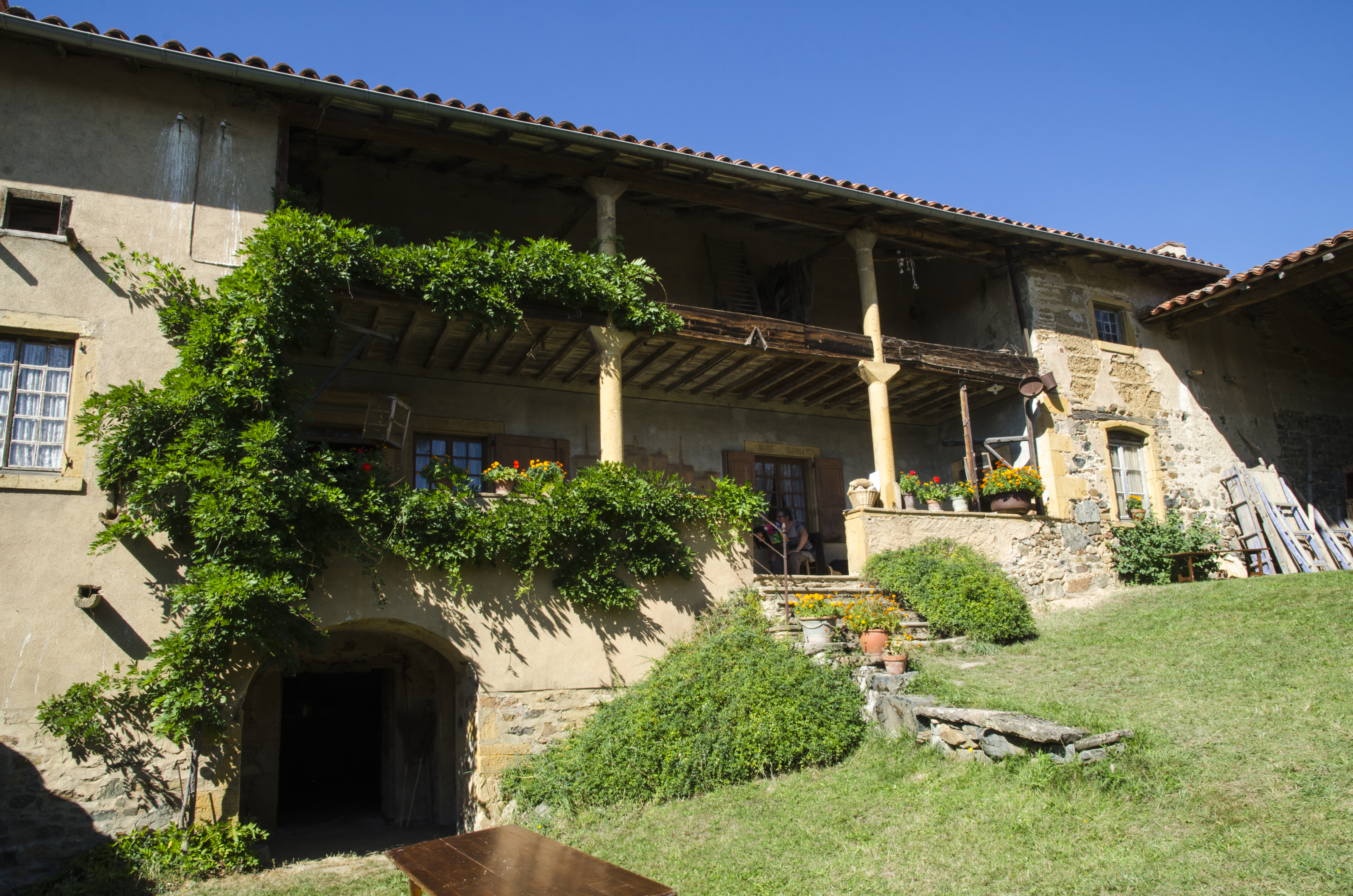
La ferme Reverdy.

- Au hameau de Tyr, se trouve la ferme Reverdy dont l'architecture est typique des fermes des monts et coteaux du Lyonnais. Elle a été récemment restaurée afin d'être montrée au public et devenir le lieu de différentes manifestations[17]. Cette ferme a servi de cadre au film Un crime au paradis de Jean Becker, tourné en 2001.
- Il existe également de très belles croix en pierre jaune, typiques de la région, dont une sur la place de l'église datant du XVIIIe siècle. L'église paroissiale, de style roman, était sans doute à l'origine une chapelle dépendante de la puissante abbaye de Savigny, proche de quelques kilomètres.
- Le clocher est l'un des rares de la région à posséder un carillon. Lors de la rénovation de l'édifice, un trésor fut découvert, composé de 247 pièces d'or aux effigies de Jean le Bon, Charles V le Sage et Charles VI le Fol[réf. nécessaire]. Ce trésor a participé au financement des travaux de restauration.
- L'église comprend notamment un vitrail patriotique représentant un soldat de la Grande Guerre levant les yeux vers un Christ en croix, sous le regard de deux anges volant dans le ciel. Le vitrail est dédié à la mémoire de l'abbé Granier, curé de la paroisse durant la Grande Guerre.

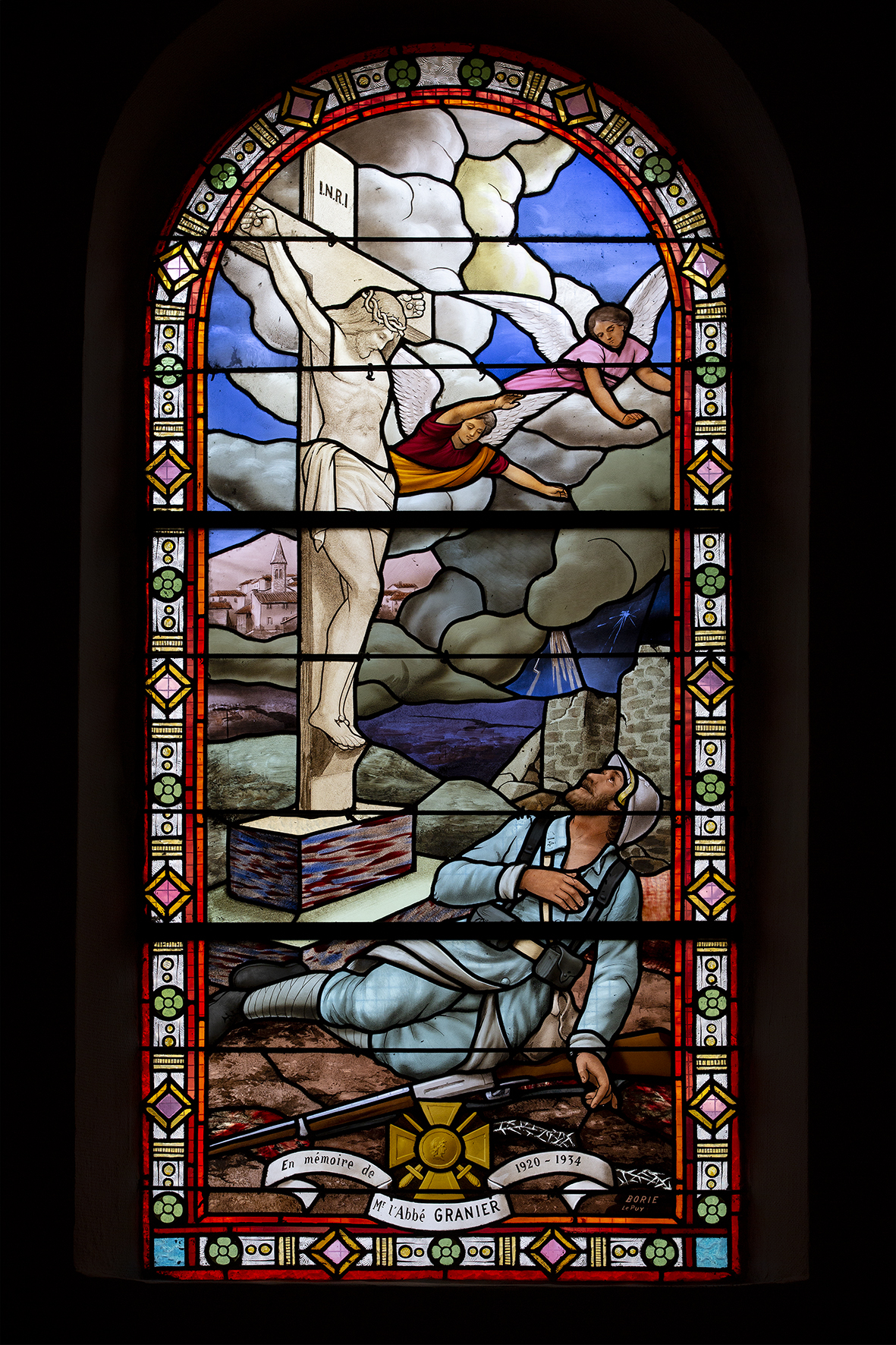
Vitrail patriotique de l'église.

## Personnalités liées à la commune
- Au hameau de Senevier, se trouve l'ancienne demeure de la famille de Jussieu, les célèbres botanistes.